# Thomas Parker (inventeur)
Pour les articles homonymes, voir Thomas Parker et Parker.
Thomas Parker, né le 22 décembre 1843 et mort le 5 décembre 1915, est un ingénieur en électricité, inventeur, et industriel anglais. Il fait breveter des améliorations sur les batteries plomb-acide et les dynamos, et est un pionnier dans la fabrication d'équipements qui alimentent les tramways électriques ainsi que sur l'éclairage électrique. Il invente le combustible sans fumée Coalite. Il fonde la première entreprise de distribution d'électricité sur une zone étendue.
Lord Kelvin le décrit comme "l'Edison de l'Europe".

## Jeunesse
Né à Lincoln Hill dans Coalbrookdale, Shropshire, il est le fils de Thomas Wheatley Parker et d'Ann née Fletcher. Son père est mouleur à l'usine sidérurgique de  Coalbrookdale. L'usine est fondée par Abraham Darby I au début du XVIIIe siècle, et les Parkers y ont travaillé pendant plusieurs générations. Thomas fréquente l'école Quaker locale. Son premier travail est Exposition universelle de 1862 celui de mouleur, avec son père,.
Il assiste à l'Exposition universelle de 1862 à Londres, où il est l'un des quatre représentants de la compagnie Coalbrookdale. Il s'inspire de la technologie qui y est présentée, dont le télégraphe électrique et la batterie humide.
Plus tard dans la même année, il s'installe à Birmingham, pour acquérir plus d'expérience en tant que mouleur; durant cette période, il assiste à des conférences du prédicateur non-conformiste George Dawson. Il a ensuite déménagé à la poterie, où en 1866, il a épousé Jane Gibbons, fille de Lewis Gibbons, le moteur-pilote. Ils déménagent à  Manchester où il assiste à des conférences de chimie d'Henry Enfield Roscoe et d'autres personnes.
En décembre 1867, ils déménagent à Coalbrookdale ; Parker, d'abord contremaître, se voit bientôt offrir le poste de chimiste au département d'électroplacage.

## Début des inventions
En 1876, lui et Philip Weston, un machiniste de Coalbrookdale, reçoivent un brevet pour une amélioration de la pompe à vapeur. C'est la première invention majeure de Parker. La  "Parker and Weston's Patent Pump", fabriquée uniquement par la compagnie Coalbrookdale, a obtient une médaille au Salon international des inventions de 1885.
Dans le département d'électroplacage, il remplace les cellules de batterie, qui alimentent le procédé, par une grande dynamo qu'il avait conçue et construite; c'était probablement la première fois qu'une dynamo est utilisée à cet effet.
À peu près à cette époque, on s'inquiétait à l'échelle nationale des effets néfastes de la fumée de charbon sur les villes, qui étaient annoncés par la Société Kyrle. La société Coalbrookdale a produit la "Grille de Kyrle", inventée par Parker; il s'agissait d'une grille ouverte dans laquelle l'anthracite pouvait être brûlé. Il a reçu une médaille d'argent à l'exposition de lutte contre la fumée en 1881.
Parker travaille sur l'amélioration de la batterie plomb-acide inventée par Gaston Planté. Il dépose un brevet en 1882, qui coïncide avec celui de Gaston Planté pour la même amélioration; deux brevets distincts sont délivrés. En juin 1882, Parker et Paul Bedford Elwell déposent des brevets pour l'amélioration des dynamos et de l'éclairage électrique.

## La société Elwell-Parker
En octobre 1882 Parker et sa famille déménagent à Wolverhampton pour faire affaire avec Paul Bedford Elwell (1853-1899). (La famille d'Elwell y avait une usine qui fabriquait des clous et des fers à cheval.).

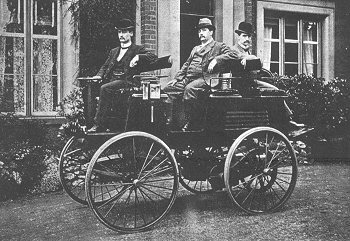
Une des voitures électriques de Parker, devant chez lui à Tettenhall, près de Wolverhampton. Parker est au milieu Photo prise vers 1895.

À Wolverhampton, Elwell et Parker commencent à fabriquer des accumulateurs (batteries au plomb-acide). À partir de 1883, ils fabriquent des dynamos. L'entreprise commence à prendre de l'expansion: il y a bientôt une demande de dynamos, de la part de Manchester Edison Company et de Trafalgar Colliery dans la Forêt de Dean, pour l'éclairage électrique de la mine (on pense que c'est la première fois que l'éclairage électrique était utilisé sous terre.). Les dynamos Elwell-Parker fournissent l'éclairage dans les travaux industriels, et les équipements d'un tramway à Blackpool, en 1885, le premier tramway électrique du pays. Un prototype de tramway à batterie a été testé sur le tramway de Birmingham. Plusieurs prototypes de voitures électriques sont construits. Entre 1884 et 1887, Parker et Elwell déposent d'autres brevets sur le matériel électrique. En 1887, il met au point un procédé d'extraction du phosphore et du chlorate de soude par électrolyse.
Aux élections générales de juillet 1892 Parker se présenta comme candidat du Parti libéral à Kingswinford, où il est battu par le candidat Conservateur, le député sortant Alexander Staveley Hill. En 1893, il devient juge de paix à Wolverhampton,.
En 1889, l'Electric Construction Corporation (E. C. C.), est fondée  par un syndicat pour la fabrication d'équipements électriques, et elle a acheté la société Elwell-Parker et d'autres fabricants d'équipements similaires. Une nouvelle usine a été construite à Bushbury, Wolverhampton. Parker ne parvient pas à devenir directeur de l'entreprise, mais il est nommé directeur des travaux. En 1893, une succursale américaine d'Elwell-Parker est fondée à Cleveland dans l'Ohio.
En 1893, l'entreprise est en difficulté et est réformée en société de construction électrique. En 1894, Parker a démissionné de la société et a fondé Thomas Parker Ltd. à Wolverhampton, la fabrication de matériel électrique. (La société fut finalement liquidée en 1909.
En 1892, il conçoit le système de distribution de l'électricité haute tension à courant continu dans les villes d'Oxford et de Birmingham et dans la région de Londres à Charing Cross, Chelsea, Sydenham et à Shoreditch. En 1897, il fonde la Midland Electric Corporation, la première entreprise au monde à distribuer de l'électricité sur une vaste zone.

## À Londres

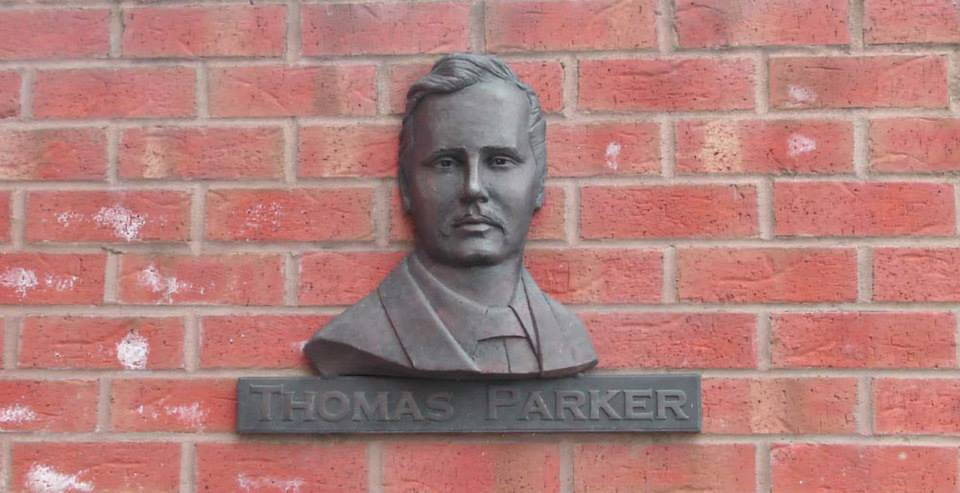
Plaque commémorative de Thomas Parker à Wolverhampton, par John McKenna (2007)

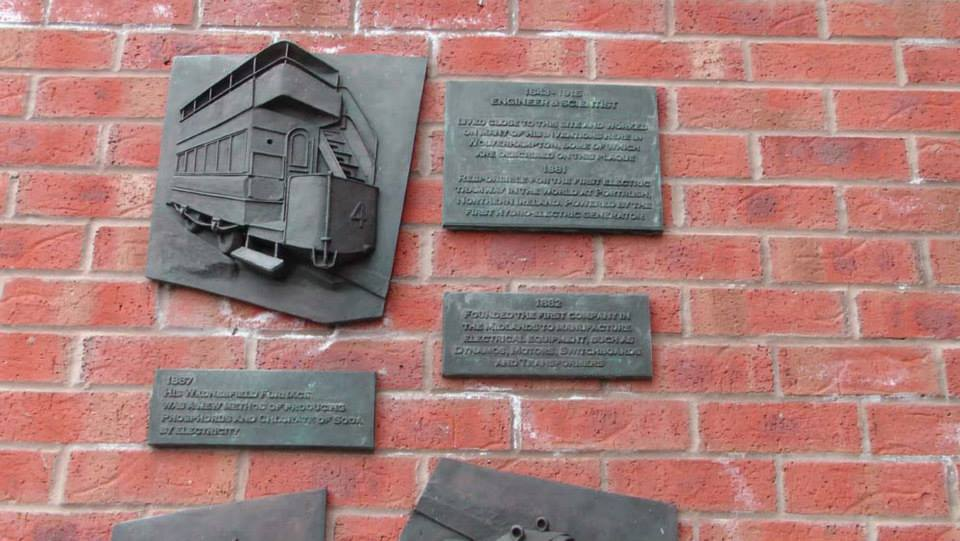
Plaques commémoratives par John McKenna (2007), doté d'un tramway électrique

En 1899, Parker démissionne de son poste de directeur général de Thomas Parker Ltd. Il s'installe à Londres, où il est ingénieur-conseil auprès de la Metropolitan Railway Company, impliquée dans l'électrification du métro. La centrale de Neasden est inaugurée en 1904 dans le cadre du projet. Parker est reste à Londres jusqu'à sa retraite en 1908.
En 1904, il invente un nouveau combustible sans fumée, commercialisé sous le nom de Coalite. En 1936, Parker reçoit à titre posthume une médaille d'or par la Smoke Abatement Society pour cela.
En 1905, il promeut activement un système décimal de sa propre création, basé sur les poids, les mesures et la monnaie anglaise.

## Retraite et décès
En 1908, il prend sa retraite à Ironbridge, près de Coalbrookdale, où il achète Severn House. Il a un laboratoire et un atelier à son domicile, ainsi qu'à Coalbrookdale, il donne une série de conférences sur la science. En 1910, il achete une ferronnerie sur le domaine local de Madeley Court (en), et dirige avec son fils Charles la société Court Works Ltd.
Il meurt à l'âge de 71 ans d'une tumeur cérébrale chez lui à Ironbridge en 1915, et est inhumé près de l'église St Michael à Madeley.
Il a douze enfants, dont neuf survivent jusqu'à la majorité. Son fils Charles Henry Parker dirige l'entreprise qui produit de la Coalite; son fils Thomas Hugh Parker est un inventeur, fabriquant des prototypes d'automobiles.
Une plaque commémorative a été dévoilée à l'ancienne Severn House, devenue un hôtel (The Best Western Valley Hotel), le 10 octobre 2015,.